# Suhodilsk
Suhodilsk (în ucraineană Суходільськ) este oraș regional în regiunea Luhansk, Ucraina. 

## Demografie
Componența lingvistică a orașului Suhodilsk
     Rusă (92,38%)
     Ucraineană (7,32%)
     Alte limbi (0,14%)
Conform recensământului din 2001, majoritatea populației orașului Suhodilsk era vorbitoare de rusă (92,38%), existând în minoritate și vorbitori de ucraineană (7,32%).